# つるぎ町立皆瀬小学校
つるぎ町立皆瀬小学校（つるぎちょうりつ かいぜしょうがっこう）は、徳島県美馬郡つるぎ町貞光字皆瀬にあった公立小学校。
児童数の減少などの理由で2006年3月31日をもって休校し、同年4月1日につるぎ町立貞光小学校に統合された。。

## 概要
- つるぎ町貞光から一宇へ、貞光川沿いに南下する。旧端山村1丁目1番地。山あいに入って最初に出合う校舎が学校跡だ。学校は国道沿いの高台にある[1]。
- 始業の合図は用務員さんが振るハンドベルだった。

### 旧校舎
- 屋根は杉皮ぶきだった。

## 基礎データ
全校生徒数
- 137人（1958年（昭和33年）度当時）
- 19人（1991年（平成3年）度当時）

全卒業生数　
- ？人

## 沿革
- 1889年（明治22年） - 創立[1]。
- 1889年（明治22年）10月1日 - 町村制の施行により、西端山村・東端山村の区域をもって端山村が発足。
- 1943年（昭和18年） - 校舎消失[1]。
- 1949年（昭和24年） - 校舎完成[1]。
- 1947年（昭和22年）4月1日 - 学制改革により、端山村皆瀬小学校と改称。
- 1956年（昭和31年）9月30日 - 町村合併により、貞光町皆瀬小学校と改称。
- 1980年（昭和55年） - 新校舎（鉄筋校舎）完成[1]。
- 2005年（平成17年）3月1日 - 町村合併により、つるぎ町立皆瀬小学校と改称。
- 2006年（平成18年）3月31日 - 休校[1]。

## 交通

### 最寄駅
- JR徳島線貞光駅

## 統合先小学校
- つるぎ町立貞光小学校

## 進学先中学校
- つるぎ町立貞光中学校

## 引地分校
つるぎ町立皆瀬小学校引地分校（つるぎちょうりつ かいぜしょうがっこう ひきじぶんこう）は、徳島県美馬郡つるぎ町貞光字引地にある公立小学校。

### 基礎データ
全校生徒数
- ？人

全卒業生数　
- ？人